# Karl Durspekt
Karl Franz Durspekt (Vienna, 23 novembre 1913 – Vienna, 14 febbraio 1978) è stato un allenatore di calcio e calciatore austriaco, di ruolo attaccante.

## Carriera

### Giocatore

#### Club
Durspekt giocò nell'Admira Vienna, per poi passare ai francesi del Rouen. Tornò poi all'Admira Vienna ed in seguito alla fine della seconda guerra mondiale, giocò per il Floridsdorfer.

#### Nazionale
Giocò 2 partite per l'Austria.

### Allenatore
Durspekt allenò gli svedesi del Lunds dal 1950 al 1952. Fu poi tecnico del Locarno dal 1953 al 1954. Dopo aver guidato l'Åtvidaberg, fu la volta dei greci del PAOK. Nel 1964 tornò in Austria per allenare il Grazer AK. Nel 1970, fu il tecnico dei norvegesi dello Start. Dal 1970 al 1971, fu ancora alla guida del Grazer AK.
- 1950: SV Wimpassing
- 1950–1952: Lunds BK
- 1953–1954: FC Locarno
- 1956–1957: Åtvidabergs FF
- 1960–1961: SSV Jahn Regensburg
- 1961–1963: PAOK FC
- 1964–1965: Grazer AK
- 1966–1967: SV Rapid Lienz
- 1970: IK Start (Kristiansand)
- 1970–1971: Grazer AK
- 1975: Bodens BK

## Palmarès

### Giocatore

#### Competizioni nazionali
- Campionato francese di seconda divisione: 1

Rouen: 1935-1936
- Campionato austriaco: 1

Admira Vienna: 1938-1939